# Сибирски славей
Сибирски славей (Luscinia calliope) е вид птица от семейство Muscicapidae. Видът е незастрашен от изчезване.

## Разпространение
Разпространен е в Бутан, Камбоджа, Китай, Хонконг, Индия, Япония, Казахстан, Корея, Лаос, Монголия, Мианмар, Непал, Филипини, Русия, Тайван, Тайланд и Виетнам.